# Élections législatives islandaises de juin 1959
Les élections législatives islandaises de juin 1959 ont lieu le 28 juin 1959.

## Résultats
| Partis                   | Partis                                   | Voix   | %     | +/−   | Sièges par chambre | Sièges par chambre | Sièges par chambre | Sièges par chambre |
| Partis                   | Partis                                   | Voix   | %     | +/−   | Basse              | +/−                | Haute              | +/−                |
| ------------------------ | ---------------------------------------- | ------ | ----- | ----- | ------------------ | ------------------ | ------------------ | ------------------ |
|                          | Parti de l'indépendance (D)              | 36 029 | 42,49 | 0,12  | 13                 | en stagnation      | 7                  | 1                  |
|                          | Parti du progrès (B)                     | 23 061 | 27,20 | 11,57 | 13                 | 2                  | 6                  | en stagnation      |
|                          | Alliance du peuple (G)                   | 12 929 | 15,25 | 4,24  | 5                  | en stagnation      | 2                  | 1                  |
|                          | Parti social-démocrate (A)               | 10 632 | 12,54 | 5,79  | 4                  | 2                  | 2                  | en stagnation      |
|                          | Parti pour la préservation nationale (F) | 2 137  | 2,52  | 1,96  | 0                  | en stagnation      | 0                  | en stagnation      |
|                          |                                          |        |       |       |                    |                    |                    |                    |
| Votes valides            | Votes valides                            | 84 788 | 98,42 |       |                    |                    |                    |                    |
| Votes blancs et nuls     | Votes blancs et nuls                     | 1 359  | 1,58  |       |                    |                    |                    |                    |
| Total                    | Total                                    | 86 147 | 100   | –     | 35                 | en stagnation      | 17                 | en stagnation      |
| Abstentions              | Abstentions                              | 8 903  | 9,37  |       |                    |                    |                    |                    |
| Inscrits / participation | Inscrits / participation                 | 95 050 | 90,63 |       |                    |                    |                    |                    |